# Гор'ївська волость
Гор'ївська волость — історична адміністративно-територіальна одиниця Тираспольського повіту Херсонської губернії.
Станом на 1886 рік складалася з 8 поселень, 6 сільських громад. Населення — 4841 осіб (2421 осіб чоловічої статі та 2420 — жіночої), 146 дворових господарств..
|                     | Площа, десятин | У тому числі орної, дес. |
| ------------------- | -------------- | ------------------------ |
| Сільських громад    | 971            | 756                      |
| Приватної власності | 42532          | 17744                    |
| Казенної власності  | —              | —                        |
| Іншої власності     | —              | —                        |
| Загалом             | 43503          | 18500                    |

Поселення волості:
- Гор'єва — колишнє власницьке село при річці Середній Куяльник за ? верст від повітового міста, 18 осіб, 3 двори, волосне правління, 2 лавки. За 5 верст — лавка. За 6 верст — костел, 2 лавки. За 7 верст — православна церква. За 10 верст — православна церква.
- Адамівка (Заїкова) — колишнє власницьке село при річці Середній Куяльник, 120 осіб, 5 дворів, римо-католицький молитовний будинок, лавка.
- Переплетківка — колишнє власницьке село при річці Малий Куяльник, 57 осіб, 9 дворів, лавка, винний склад.